# STREET STYLE
『STREET  STYLE』（ストリートスタイル）は、ビーグルクルーの3枚目のアルバムである。2008年11月18日発売。発売元はDACOTA。

## 概要
- ビーグルクルーとして3枚目のアルバムである。

## 収録曲

### CD
1. たったひとつのラブソング
2. Day by day
3. 蒼い地球(ほし)
4. Let's GO!!
5. 自由な場所へ
6. 君にありがとう
7. さよならの言葉
8. 花火
9. 光と影
10. 愛のメッセージ
11. 届かない想い
12. Street stage